# 2184 Fujian
2184 Fujian је астероид главног астероидног појаса. Приближан пречник астероида је 26,28 ,
а средња удаљеност астероида од Сунца износи 3,174 астрономских јединица (АЈ).
Инклинација (нагиб) орбите у односу на раван еклиптике је 5,193 степени, а орбитални период износи 2066,085 дана (5,656 година). Ексцентрицитет орбите астероида износи 0,101.
Апсолутна магнитуда астероида износи 11,50 а геометријски албедо 0,064.
Астероид је откривен . 1959. године.